# Cantón de Hazebrouck-Sur
El cantón de Hazebrouck-Sur era una división administrativa francesa, que estaba situada en el departamento de Norte y la región de Norte-Paso de Calais.

## Composición
El cantón estaba formado por siete comunas, más una fracción de la comuna que le daba su nombre:
- Boëseghem
- Borre
- Hazebrouck (fracción)
- Morbecque
- Pradelles
- Steenbecque
- Strazeele
- Thiennes

## Supresión del cantón de Hazebrouck-Sur
En aplicación del Decreto nº 2014-167 de 17 de febrero de 2014, el cantón de Hazebrouck-Sur fue suprimido el 22 de marzo de 2015 y sus 8 comunas pasaron a formar parte; cinco del nuevo cantón de Hazebrouck y tres del nuevo cantón de Bailleul.